# Zannone
Zannone (Italiaans: Isola di Zannone) is een Italiaans eiland behorend tot de Pontijnse Archipel. Het eiland, het meest noordelijke van de eilandengroep, ligt tien kilometer ten noordoosten van Ponza en Gavi. Zannone valt onder de gemeente Ponza in de provincie Latina in de regio Lazio.
Metamorfe en sedimentaire gesteenten verraden de vulkanische oorsprong van het eiland. Het onbewoonde Zannone kenmerkt zich door een rijkdom aan zowel flora en fauna en is een tussenstop voor vele trekvogels, zoals de slechtvalk. Het enige zoogdier op het eiland is de moeflon, die in de jaren 20 van de 20e eeuw vanaf Sardinië werden geïntroduceerd. Zannone is sinds 1979 onderdeel van het natuurreservaat Parco Nazionale del Circeo.
Het hoogste punt van het eiland is Monte Pellegrino (184 meter). Op de top van deze berg is het enige gebouw van het eiland te vinden, het Casa di Caccia (jachthuis). Het eiland is toegankelijk met behulp van een gids. Officieel is de toegang tot Zannone niet verboden; het is wel verboden om zich 's nachts in de directe omgeving van het eiland te begeven.
Er zijn op het eiland archeologische opgravingen gedaan stammend uit het Neolithicum. Ook zijn er de overblijfselen te vinden van het 13e-eeuwse Cisterciënzerklooster Santo Spirito di Zannone, gesticht in 1213. Dit klooster werd reeds voor het eind van de 13e eeuw opgegeven en verplaatst naar het Italiaanse vasteland.